# Difficult to Cure
Difficult to Cure – piąty album studyjny zespołu Rainbow. Wydany w 1981 roku, jest pierwszym albumem z nowym wokalistą Joe Lynn Turnerem. Utwór tytułowy jest współczesną aranżacją (parafrazą) IX symfonii Ludwiga van Beethovena. Nowej aranżacji dokonali Ritchie Blackmore, Roger Glover i Joe Lynn Turner. Na stanowisku perkusisty również nastąpiła zmiana: Cozy'ego Powella zastąpił Bobby Rondinelli. Podczas sesji zespół skorzystał po raz kolejny (patrz: album Down to Earth) z kompozytorskich umiejętności Russa Ballarda, nagrywając po raz kolejny utwór jego autorstwa: "I Surrender". Stał się on wielkim przebojem Rainbow w 1981 roku. W czasie sesji nagraniowej powstały jeszcze dwa utwory: "Jealous Lover", który ukazał się jako singel oraz instrumentalny "Weiss Heim", ale ostatecznie nie weszły do programu płyty. Oba utwory zostały wydane w 1986 roku na albumie Finyl Vinyl. "Jealous Lover" pojawił się także na składance najlepszych utworów Rainbow The Best of Rainbow w 1981 roku.

## Lista utworów
| 1. | "I Surrender"                                  | 4:01  |
|    | - (Russ Ballard)                               |       |
| 2. | "Spotlight Kid"                                | 4:54  |
|    | - (Ritchie Blackmore, Roger Glover)            |       |
| 3. | "No Release"                                   | 5:33  |
|    | - (Blackmore, Glover, Don Airey)               |       |
| 4. | "Magic"                                        | 4:07  |
|    | - (Brian Moran)                                |       |
| 5. | "Vielleicht das nächste Mal (Maybe Next Time)" | 4:42  |
|    | - (Blackmore, Airey), utwór instrumentalny     |       |
| 6. | "Can't Happen Here"                            | 4:57  |
|    | - (Blackmore, Glover)                          |       |
| 7. | "Freedom Fighter"                              | 4:21  |
|    | - (Joe Lynn Turner, Blackmore, Glover)         |       |
| 8. | "Midtown Tunnel Vision"                        | 4:31  |
|    | - (Turner, Blackmore, Glover)                  |       |
| 9. | "Difficult to Cure (Beethoven's Ninth)"        | 5:57  |
|    | - (Beethoven, Blackmore, Glover, Airey)        |       |
|    |                                                | 43:03 |
|    |                                                |       |

## Skład zespołu
- Ritchie Blackmore – gitary
- Joe Lynn Turner – wokal
- Don Airey – instrumenty klawiszowe
- Roger Glover – gitara basowa; produkcja muzyczna
- Bobby Rondinelli – perkusja

## Single
- 1981 – I Surrender/Vielleicht Das Nachste Mal (Maybe Next Time)
- 1981 – Can't Happen Here/Jealous Lover
- 1981 – Magic/Freedom Fighter (Japonia)